# Société nationale des chemins de fer tunisiens
Die Société Nationale des Chemins de Fer Tunisiens (SNCFT; arabisch الشركة الوطنية للسكك الحديدية التونسية, DMG aš-Šarika al-waṭaniyya li-s-sikak al-ḥadīdiyya at-tūnisiyya; deutsch: Nationale tunesische Eisenbahngesellschaft) ist die nach der Unabhängigkeit 1956 gegründete Staatsbahn Tunesiens. Die SNCFT betreibt den Fern-, Nah- und Güterverkehr auf der Schiene sowie in der Hauptstadt Tunis einen Teil des Vorortverkehrs. 2007 beförderte die SNCFT 40 Mio. Reisende sowie 11 Mio. Tonnen Fracht.

## Geschichte

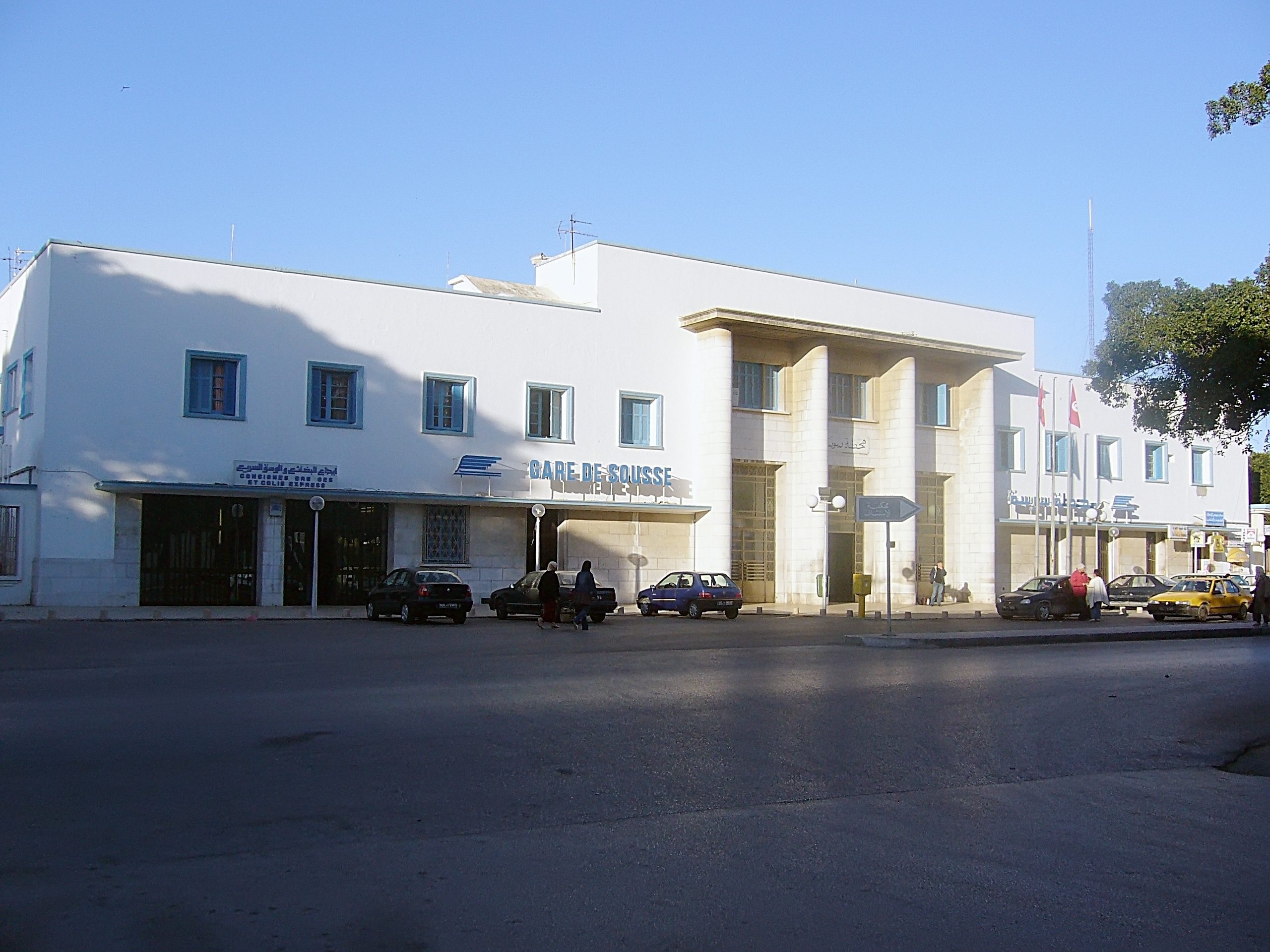
Der Bahnhof von Sousse

Die SNCFT wurde am 27. Dezember 1956 per Dekret gegründet, um den Nordteil des tunesischen Eisenbahnnetzes zu verwalten. Der südliche Teil des Netzes, insbesondere die Strecke Sfax–Gafsa–Métlaoui sowie die Strecken im Bergbau-Dreieck blieben im Besitz der Compagnie des phosphates et des chemins de fer de Gafsa (CFG), die eine Konzession auch für dieses Netz bereits 1897 erhalten hatte. Als diese am 31. Dezember 1966 auslief, fiel dieses Netz an den tunesischen Staat, der die Strecken zum 1. Januar 1967 ebenfalls der SNCFT übertrug, so dass die SNCFT seit 1967 im Besitz der fast kompletten tunesischen Eisenbahninfrastruktur ist. Lediglich die Métro léger de Tunis sowie die Eisenbahnstrecke von Tunis nach La Marsa werden nicht von der SNCFT, sondern von der Société des transports de Tunis betrieben.

## Organisation
Die SNCFT untersteht der Aufsicht des Verkehrsministers. Sie hat ihren Sitz in Tunis. Sie ist eine Juristische Person, finanziell autonom und Kaufmann im Sinne des Handelsrechts. Sie hat die Aufgabe den Schienenpersonennah- und Schienenpersonenfernverkehr sowie den Schienengüterverkehr in Tunesien zu betreiben. Dabei hat sie die Sicherheit des Eisenbahnbetriebs, die Qualität des Angebots und dessen Verlässlichkeit sicherzustellen.
Präsident der SNCFT ist derzeit Abdelaziz Chaâbane. 2007 beschäftigte die SNCFT 4871 Mitarbeiter.

## Fahrzeugbestand

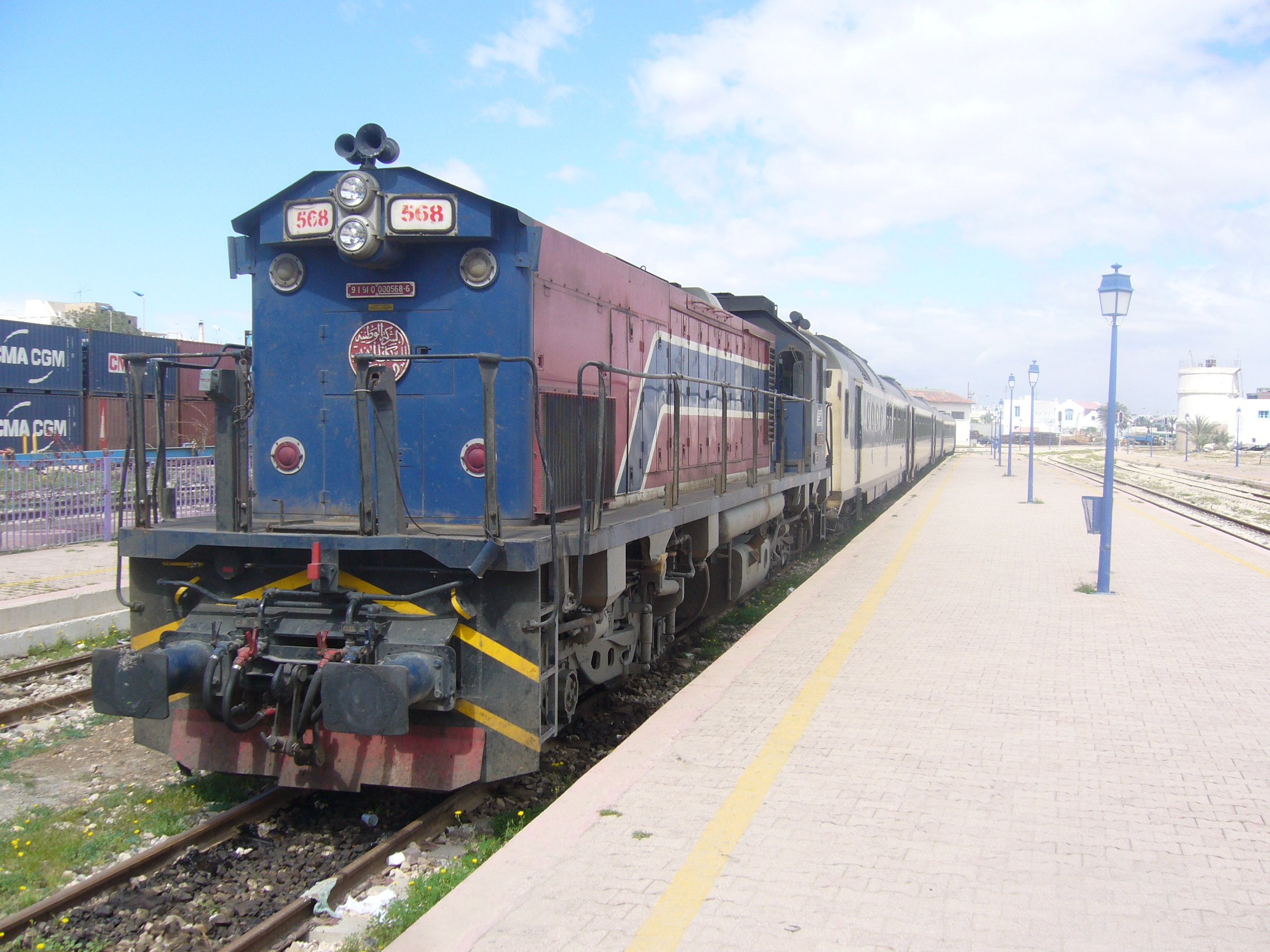
Dieselzug auf Meterspur im Bahnhof Sfax

Zum Fahrzeugbestand der SNCFT gehören 172 Diesellokomotiven, 15 Diesel-Triebwagen und sechs Elektrotriebwagen, 274 Reisezugwagen (einschließlich Dieseltriebwagen), 3916 Güterwagen und 1580 Container. Die Fahrzeuge der SNCFT stammen überwiegend aus den USA oder Kanada.

## Betrieb

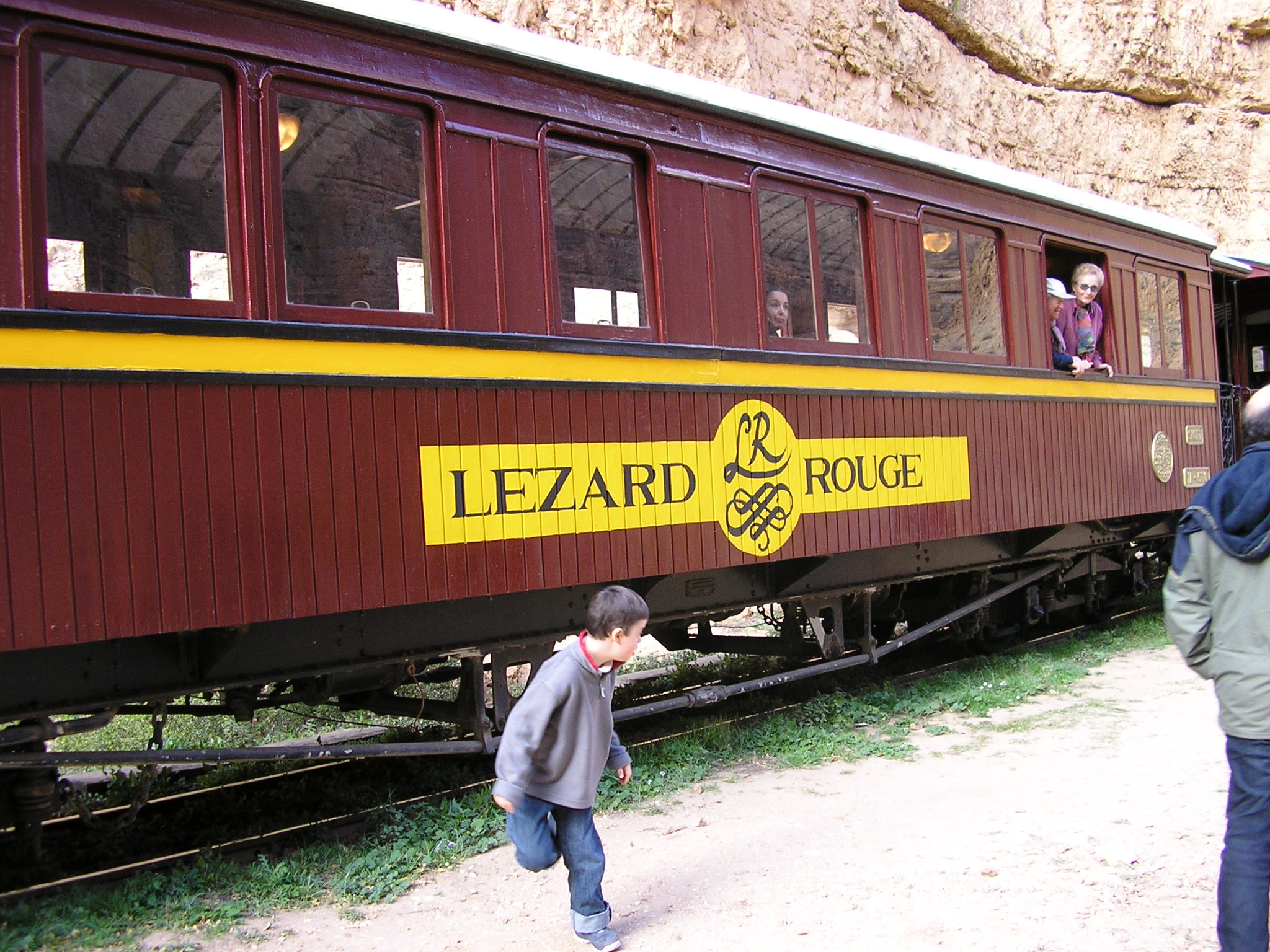
Wagen des Lézard Rouge

### Personenverkehr
Die SNCFT betreibt ihre Strecken nicht im Taktverkehr. Auf den Hauptstrecken verkehren aber mehrere Zugpaare täglich, auf Nebenstrecken teilweise aber nur ein Zug pro Tag. Der wichtigste Eisenbahnknoten ist der Bahnhof von Tunis. Es gibt drei unterschiedliche Wagenklassen: Die „Grand confort“-Klasse ist das höchstwertige Angebot. Daneben gibt es die 1. und 2. Klasse, wobei die Vorortzüge in Tunis nur letztere zwei Wagenklassen führen. Als Premiumangebot gelten die klimatisierten Schnellzüge Direct Climatisé. Auf den touristischen Markt ist der Lézard Rouge (rote Eidechse) ausgerichtet, der auf Meterspur von Métlaoui nach Seldja verkehrt. Die SNCFT betreibt diesen Zug mit historischen Wagen des Hofzuges des Beys von Tunis. Zwischen Sousse, Sahline, Monastir, Moknine und Mahdia betreibt ebenfalls die SNCFT die Métro du Sahel, u. a. mit einem Haltepunkt am Flughafen Monastir. Die SNCFT beförderte 2007:
- 40 Millionen Fahrgäste, davon
  - 34,5 Millionen im Nahverkehr.
  - 5,5 Millionen im Fernverkehr

Am 21. März 2022 kam es im Süden von Tunis zur Frontalkollision zweier Personenzüge, von denen aber nur einer mit Reisenden besetzt war. 95 Menschen wurden verletzt.
Nach 30 Jahren wurde am 11. August 2024 der internationale Verkehr mit Algerien wieder aufgenommen. Es verkehren zunächst drei Zugpaare wöchentlich zwischen Tunis und Annaba.

### Güterverkehr
Der Güterverkehr der SNCFT besteht zu ca. 75 % aus Phosphat-Transporten. Daneben ist der Stahltransport von Bedeutung. Die Hauptgüterverkehrsachse ist die Strecke von Gafsa zum Hafen von Sfax, wo die Waren auf Schiffe verladen werden. Für den Güterverkehr ist auch die Strecke Metlaoui–Redeyef–Mularès–Kasserine von Bedeutung. Die SNCFT beförderte 2007
- 8 Millionen Tonnen Phosphat
- 3 Millionen Tonnen andere Güter

### Einnahmen
Die Einnahmen (2007) setzten sich folgendermaßen zusammen:
- Vorortverkehr 11 %
- Personenfernverkehr 37 %
- Allgemeiner Güterverkehr 26 %
- Phosphattransport 34 %

## Hauptstrecken

Das tunesische Eisenbahnnetz

Die SNCFT betreibt 2167 km Strecke, davon:
- 471 km Normalspur;
- 1688 km Meterspur, wovon 65 km elektrifiziert sind,
- 8 km zweispurig und

267 Bahnhöfe und Haltepunkte.

### Normalspur
- Ligne du Nord: Tunis–Mateur–Bizerte
- Ligne Béjà-Mateur-Tabarka
- Ligne Internationale: Tunis–Béja–Ghardimaou(Grenze)–Souk Ahras (Algerien)

### Meterspur
- Ligne du Sud-Ouest: Tunis–Gaâfour–Kasserine
- Ligne du Cap Bon: Bir Bou Regba – Hammamet–Nabeul
- Ligne de la Côte: Tunis–Sousse–Sfax
- Ligne du Centre: Sousse–Kasserine
- Ligne du Grand Sud: Sfax–Tozeur sowie Sfax–Gabès
- Ligne de la Banlieue du Sahel (Métro du Sahel): Sousse  Bab Jedid–Monastir–Mahdia

Die wichtigste Meterspur-Strecke der SNCFT ist die Ligne de la Côte, die Tunis mit Sfax verbindet. Sie ist gleichzeitig die schnellst befahrene Meterspurstrecke weltweit.

## Zukunftspläne
Eine Erweiterung des SNCFT-Streckennetzes ist derzeit im Südosten Tunesiens geplant. Libyen baut eine Normalspur-Strecke entlang des Mittelmeeres, die Libyen im Osten an das ägyptische Eisenbahnnetz anschließen soll. Diese Strecke soll über die libysch-tunesische Grenze bei Ras Ejder bis ins tunesische Gabès fortgeführt werden, wo die Normalspur-Strecke an das tunesische Meterspurnetz anschließen soll. Die Arbeiten hierfür haben auf der libyschen Seite zwar bereits begonnen, die dortige politische Situation hat die Arbeiten aber zum Stillstand gebracht. Weitere Informationen unter Bahnstrecke Ras Ejder–Sirt.